# Армия Шенандоа (Юг)
Армия Шенандоа (англ. The Army of the Shenandoah) — одна из армий Конфедеративных штатов Америки в первые месяцы гражданской войны в США. Была создана для защиты долины Шенандоа, затем была переброшена на усиление Потомакской армии и участвовала в первом сражении при Булл-Ран. После сражения вошла в состав Потомакской армии.
Армия Шенандоа возникла в виде нескольких отрядов ополчения, собранных для обороны города Харперс-Ферри. Для сбора и тренировки этих подразделений командование Вирджинии направило в Харперс-Ферри Томаса Джексона. Джексон сформировал пять полков пехоты и одну артиллерийскую батарею, и так появилось то, что позже превратилось в «бригаду каменной стены». 15 мая 1861 Джозеф Джонстон сменил Джексона на его посту и включил в состав армии еще несколько полков, набранных в разных частях страны. В результате армия Шенандоа стала состоять из четырех пехотных бригад и одного кавалерийского полка, которым командовал Джеб Стюарт.
Армия имела следующий вид:
- Первая бригада Томаса Джексона
- Вторая бригада Френсиса Бэртоу
- Третья бригада Бернарда Би
- Четвёртая бригада Арнольда Элзи
- Пятая бригада Эдмунда Кирби Смита

В бригаде Смита находился мерилендский полк Джорджа Стюарта и вирджинский полк Эмброуза Хилла. Общая численность армии составила 10 654 человек.
В середине июня к Харперс-Ферри направился федеральный отряд Роберта Паттерсона. Джонстон не стал оборонять Харперс-Ферри, а уничтожил мосты через Потомак и отвел армию на юг, к Винчестеру. Около двух недель Паттерсон ждал подкреплений, после чего начал наступление на юг, но прошел всего 8 километров и столкнулся с кавалерийскими заслонами Стюарта. По разным причинам Паттерсон остановил наступление, и это позволило Джонстону перебросить армию к Манассасу, на усиление Потомакской армии Борегара. Переброска началась вечером 18 июля. Бригады отправились в Пьедмонт, откуда были доставлены в Манассас на поезде. Артиллерия и кавалерия двигались своим ходом. Последние части прибыли на место 21 июля и успели принять участие в первом сражении при Бул-Ране. В сражении приняли участие все четыре бригады Джонстона и четыре из восьми бригад Борегара. В бою погибли Френсис Бэртоу и Бернард Би.
После сражения Армия Шенандоа объединилась с Потомакской армией. Джонстон стал командиром армии, а Борегар остался его помощником, а чуть позже был переведен на Запад.